# 미셸 파블로
미셸 파블로 (/ˈpɑːbloʊ/; 그리스어: Μισέλ Πάμπλο; 1911년 8월 24일, 알렉산드리아, 이집트 – 1996년 2월 17일, 아테네)는 그리스 출신의 트로츠키주의 지도자 미할리스 N. 라프티스(Μιχάλης Ν. Ράπτης)의 가명이었다.

## 교육
파블로는 아테네 국립 공과대학교에서 공부했고, 도시 계획을 전공하며 신 파리 대학교에서 학업을 이어갔다.

## 초기 활동
파블로는 1928년 아르카이오-마르크스주의 정당 KOMLEA의 트로츠키주의 파벌에 합류했다. 1930년, 그가 이끄는 한 그룹이 KOMLEA에서 분리되어 트로츠키주의 성향을 띠며 아르카이오-마르크스주의를 포기한 공산주의 통일 그룹(Κομμουνιστική Ενωτική Ομάδα, ΚΕΟ, KEO)을 결성했다. KEO는 스파르타쿠스 동맹 (판텔리스 풀리오풀로스가 이끄는 트로츠키주의 그룹)과의 합병에 실패한 후, KKE에서 추방된 아기스 스티나스의 참여로 1932년 LAKKE로 개칭되었다. 1933년, 스티나스는 그룹을 떠났고, 1934년 LAKKE는 스파르타쿠스와 합병하여 OKDE를 결성했다.
요안니스 메탁사스의 8월 4일 체제 (1936년-1941년) 동안 파블로는 체포되어 에게 해의 폴레간드로스 섬으로 유배되었다. 그곳에서 그는 역시 유배 중인 정통 공산주의자들에게 인정받지 못했고, 그래서 당시 유배로 처벌받던 소도둑과 말도둑 무리에 합류했다. 폴레간드로스에서 그는 미래의 아내 엘리 디오부니오티(Ελλη Δυοβουνιώτη)를 만났다. 1937년, 그는 아크로나울리아로 이송되었고 결국 아내와 함께 프랑스 파리로 추방되었다. 그곳에서 파블로는 가명을 사용했으며(이전에는 본명인 라프티스로 알려져 있었다) 1938년 9월 파리 외곽에서 열린 제4인터내셔널 창립 대회(제1차 세계 대회)에서 그리스 트로츠키주의 그룹 EOKDE(이전 OKDE)를 대표했다.
나치 독일이 1940년에 프랑스를 점령했을 때, 파블로는 파리에 머물면서 불법 선전 활동을 조직하고, 제4인터내셔널 유럽 임시 사무국 산하에서 지하 활동을 펼치던 프랑스 트로츠키주의 운동의 재건 및 재통합에 참여했다.

## 제4인터내셔널 지도부 활동
1944년까지 파블로는 이 운동에 완전히 참여했고, 트로츠키주의 정당들 간의 연락을 재개한 유럽 지부의 총서기로 선출되었다.
유럽 지부의 지도자로서 파블로는 제4인터내셔널(FI)을 재통합하고, 재집중하며, 재정립하는 데 핵심적인 역할을 했다. 1946년 7월, 그는 펜텔리에서 그리스 트로츠키주의 그룹의 통일 대회를 소집하기 위해 그리스를 방문했고, 이 대회는 두 주요 트로츠키주의 정당인 EDKE(이전 EOKDE)와 (아기스 스티나스') DEKE를 성공적으로 KDKE로 재통합시켰다.
파블로와 에르네스트 만델은 1944~45년에 소련군이 점령한 동구권 국가들이 1948년까지 그들이 말하는 기형적 노동자국가가 되었다는 입장을 FI가 수용하도록 하는 데 중요한 역할을 했다. 파블로는 1948년 4월 제2차 세계 대회에 참가했으며, 1948년부터 1960년까지 FI의 총서기를 역임했다.

### 대중 정당으로의 전환
제2차 세계 대전 이후의 불확실한 시기에, 트로츠키주의자들이 수적으로 대규모 공산당에 압도당하고 혁명적 돌파구에 대한 희망이 좌절되자, 파블로는 1951년 제3차 세계 대회부터 FI를 위한 새로운 전술을 제안했다. 그는 많은 사람들이 임박했다고 믿었던 제3차 세계 대전이 일어날 것이라고 주장했다. 그의 문서 "우리는 어디로 가는가"에서 파블로는 "그러한 전쟁은 처음부터 국제 내전의 성격을 띠게 될 것이며, 특히 유럽과 아시아에서 그러할 것이다. 이 대륙들은 빠르게 소련 관료주의, 공산당, 또는 혁명적 대중의 통제 하에 놓이게 될 것이다"라고 썼다. 전통적인 대중 정당들 내부에서 혁명적 반대자들의 분열이 일어날 가능성이 있었다. 영향력을 얻고, 당원을 확보하며, 마르크스주의적 경향을 확립하고, 무엇보다 노동계급과의 연결이 없는 고립된 종파적 집단이 되는 것을 피하기 위해 트로츠키주의자들은 가능하면 대중 공산당이나 사회민주주의(노동) 정당에 합류하거나, 트로츠키주의 용어로 진입주의를 해야 한다고 주장했다. 이러한 형태의 진입주의는 장기적인 전술로 의도되었다. FI는 정치적 정체성과 자체 언론을 유지할 것이라는 점은 모두가 이해했다. 진입은 지역 선전 서클 내에서 분열이나 심지어 폭력적인 충돌 없이 이루어지는 경우는 드물었지만, 실제 적용될 경우 지역 그룹의 유연성을 크게 높이는 것으로 입증되었다. 라틴아메리카, 실론, 미국, 인도에서는 독립적인 작업이 계속되어야 했다.
제4인터내셔널 제3차 세계 대회의 제10차 총회에서 수용된 파블로가 제안한 "진입주의 수이 제네리스(Entryism sui generis)"의 혁신적인 부분은 스탈린주의 정당이 다수 노동계급 정당인 모든 곳에서의 접근 방식이었다. 스탈린주의 정당의 극히 관료적인 지도부 때문에 트로츠키주의자들은 개혁주의 대중 정당과 동일한 방식으로 진행하는 것이 방해받았으며, "주요 목표가 진입 작업을 돕는 데 있는 것"으로 이해되는 별도의 독립적인 작업을 유지해야 했다.
이러한 정책 변경은 1952년 초에 제4인터내셔널에 의해 채택되었다.

### "파블로주의자" 제4인터내셔널
제4인터내셔널 제3차 세계 대회의 결의안으로 인한 논란의 무게로 인해, 미국-SWP의 파벌과 FI의 영국 지부는 인터내셔널 내에서 파벌을 형성하기 시작했고, 이는 1953년에 분열되어 제4인터내셔널 국제위원회(ICFI)를 구성했다.

#### 스탈린주의의 흥망
1954년 제4인터내셔널의 제4차 세계 대회는 "스탈린주의의 흥망"이라는 제목으로 개최되었다. 쿠바 혁명과 티토-스탈린 결렬에서 영감을 받아 스탈린주의 공산당이 스탈린에게 변함없이 복종하지 않을 수도 있다는 것을 보여주면서, 파블로는 당시 여러 나라에서 권력을 잡고 있던 스탈린주의 정당들도 노동계급의 대중적 활동에 의해 혁명적 갈등에서 지도력을 발휘하도록 압력을 받을 수 있다고 주장하기 시작했고, 이는 FI 내에서 더 많은 논란과 분열을 야기했다. 파블로는 이미 1951년에 중국과 소련의 스탈린주의 체제 간의 분열에 대해 추측하고 있었다. 파블로는 다음과 같이 썼다: "공산당이 권력을 장악하는 것은 스탈린주의가 혁명을 위해 투쟁할 능력이 있기 때문이 아니며, 스탈린주의의 국제적인 반혁명적 역할을 바꾸지 않지만, 소련 관료주의(유럽 완충 지대의 경우) 또는 특정 공산당(유고슬라비아, 중국)에게 권력 장악을 강요한 예외적인 상황의 조합의 산물이다."

#### 식민지 혁명과 유격전
1957년 제5차 세계 대회는 가까운 미래에 대규모 세계 경제 공황이 발생할 가능성이 없다는 것을 처음으로 인정했다. 중심 문서는 노동자 민주주의의 기본적 역할을 정치적 요인뿐만 아니라 경제 발전에 필수적인 요소로서 강조했다. 두 번째 문서는 "제2차 세계 대전 이후의 식민지 혁명"에 관한 것으로, 프랑스 제국주의와 베트민 간의 갈등, 알제리 전쟁, 그리고 수에즈 운하의 국유화로 이어진 수에즈 위기에 초점을 맞췄다. 이 문서는 세계 혁명이 마르크스주의 이론가들이 예상했던 서구 국가들에서가 아니라 동구에서 처음 성공했음을 주장했다. 오직 영구 혁명으로서만 승리할 수 있는 식민지 혁명은 따라서 세계혁명의 필수적인 부분이었고, 10월 혁명과 세계 혁명의 승리 사이의 연결고리를 형성했다. 이 문서는 식민지 운동에 대한 상세한 연구를 포함하고, 식민지 국가들에서 프롤레타리아트와 농민의 각 역할을 검토했으며, 유격전이 식민지 국가들에서 군사적 요인뿐만 아니라 대중의 조직과 정치 교육에 있어서 중요한 요인임을 강조했다. 이 대회는 특히 제국주의 국가들에서 트로츠키주의 운동이 활동의 상당 부분을 식민지 혁명을 돕는 데 바쳐야 할 필요성을 역설했다.
파블로는 프랑스에 맞선 알제리 민족 해방 투쟁을 지지하는 데 개인적으로 참여했다. 1959년, 그는 모로코 켄티레 시의 한 감귤 농장에 숨겨진 비밀 탄약 공장을 설립하여 운영했는데, 이곳에서 가벼운 버전의 스텐 기관단총을 제조하는 한편, 네덜란드-독일 국경에 있는 작업장을 감독하며 FLN을 지원하기 위한 위조 여권과 현금을 생산했다.

#### 암스테르담에서의 체포
1960년, 샤를 드골이 다시 집권하면서 파리에 머무는 것이 더 이상 바람직하지 않게 되어, 제4인터내셔널 본부를 파리에서 암스테르담으로 옮기기로 결정되었다. 암스테르담에서는 트로츠키주의자들이 더 자유롭게 활동할 수 있을 것이고, 쾰른에 있던 알제리 혁명 유럽 본부와 더 가까워질 것이라고 생각되었다.
1960년 7월, 그는 살 산텐과 함께 암스테르담에서 체포되었다. 그의 석방을 위한 캠페인이 장폴 사르트르에 의해 시작되었다. 파블로의 체포 후, 국제 사무국을 로마로 옮기기로 결정되었는데, 그 이유는 사무국 국원들 – 피에르 프랑크, 에르네스트 만델, 리비오 마이탄 – 중에서 마이탄만이 IS를 위해 전념할 수 있는 유일한 사람이었기 때문이다. 파블로는 이 결정에 반대했다.
1961년, 파블로는 마침내 15개월의 징역형을 선고받았고 재판 종료 시점에 석방되었다. 석방 후, 그는 영국으로 갔고, 그곳에서 모로코에 있는 지지자들의 도움으로 모로코 여권을 받았다. 그는 모로코로 피신했다. 1962년 알제리 혁명 승리 후, 그는 아메드 벤 벨라 정부의 경제 재건 고문이 되었다. 파블로는 또한 프랑스 식민지배자들이 나라를 떠난 후 알제리인들이 압류한 재산에 관한 법령을 초안하는 임무를 맡은 4인 위원회에 속해 있었다. 그는 1965년 알제리 쿠데타로 알제리 정부가 전복될 때까지 이 직책들을 수행했다. 이후 파블로는 1965년 스위스로 이주했다.

### 재통합
그 동안 1963년, 사회주의 노동자당(SWP)을 중심으로 한 ICFI 그룹은 쿠바 혁명에 대한 공통된 입장을 공유하며 ISFI와의 통일로 다시 움직이고 있었다. 파블로는 SWP에게 그 통일의 장벽으로 여겨졌다. 1963년 세계 대회(제7차)에서 재통합 제4인터내셔널이 결성되었다. 파블로는 1963년 재통합 대회에서 반대 결의안과 알제리에 대한 주요 결의안을 제출했고, 국제 집행 위원회에 선출되었다. 긴장이 고조되었고, 파블로와 그의 아프리카 지부는 1965년 말에 부분적으로 논쟁의 여지가 있는 이유로 인터내셔널에서 축출되었다: 인터내셔널의 관점에서, 파블로 경향의 "제3세계 유격전"에 대한 지향은 공개적으로 인터내셔널과 결별하고 FI 밖에 자신을 두었다는 것이다. 알제리 상황에 몰두하고 있었기 때문에 FI 지도부가 그에게 제기한 비난에 자신을 방어하기도 어려웠다. 그때까지 파블로는 FI와 핵심적인 정치적 차이를 가지고 있었다. 또한 파블로는 에르네스트 만델, 조지프 한센 등이 주장하는 트로츠키주의 운동 재통합의 전망에 비판적이었다.
파블로 자신은 통합 사무국과의 차이점을 다음과 같이 설명했다:
1. 마오쩌둥 사상이 혁명적 마르크스주의 입장으로 발전하고 있으며, 이에 대해 비판적 지지를 제공해야 한다는 평가에 대한 이견.
2. 흐루쇼프파 소련 관료주의가 단순한 개인적 다툼이라는 평가에 대한 이견. 파블로는 흐루쇼프파가 스탈린주의를 전복하려 했던 스탈린주의 경향보다 소련 사회의 압력에 더 수용적이었다고 주장했다.
3. 통합 사무국 집행위원회가 앙골라에서 앙골라 해방인민운동(MPLA)에 반대하는 올뎅 호베르투를 지지한 것에 대한 이견. 파블로는 MPLA를 지지하는 것을 선호했다.

이러한 입장들을 공개적으로 옹호하는 것은 파블로와 그의 지지자들이 민주집중제를 위반했다고 비난받고, 따라서 제4인터내셔널 밖에 자신을 두게 되는 결과를 낳았다. 이어서 파블로의 지지자들이 통합 사무국에서 축출되었다.

## 제4인터내셔널 외부 활동
1967년 그리스에서 그리스 대령들의 독재가 있었을 때, 파블로는 안드레아스 파판드레우와 함께 저항 운동가들의 해외 탈출을 돕기 위한 네트워크를 구축했다.
추방당한 후, 파블로와 그의 지지자들은 국제적으로 제4인터내셔널 국제 혁명 마르크스주의 경향(TMRIQI; 1965–1992; 1972년 이후 국제 혁명 마르크스주의 경향 또는 IRMT로 알려짐)으로 재결집했다. 이 그룹은 1972년 회의에서 제4인터내셔널에 대한 언급을 삭제하고 동시에 더 이상 자신들을 트로츠키주의자나 세계 혁명 정당으로 간주하지 않는다고 선언했다. 대신 그들은 사회 운동 내 모든 수준에서 자주 관리를 육성하는 마르크스주의 경향으로 자신들을 여겼다. 이는 파블로가 아옌데 정부 아래 칠레에서 정치적으로 활동하는 시기와 일치했다.
1979년, TMRI는 제4인터내셔널 회원들에게 공개 서한을 보내 "새로운 방향, 새로운 형태의 투쟁과 조직"을 발전시키고 "사회주의적 자치에 기반한 전환 프로그램의 정교화"가 필요하다고 촉구했다. 통합 사무국은 이 서한에 거의 관심을 기울이지 않았다. 1980년 TMRI 제7차 국제 회의의 결의안은 크리스티안 라코프스키의 "관료적 중앙집권주의" 이론 채택을 선언했다.
그리스 군사정권이 붕괴된 후, 파블로는 그리스로 돌아와 범그리스 사회주의 운동 (PASOK) 창립에 기여했으며, 1981년부터 안드레아스 파판드레우 총리의 특별 고문으로 재직했다. IRMT의 지부들은 1994년과 1995년에 재통합 제4인터내셔널에 재합류했지만, 이 협정은 파블로 개인에게는 적용되지 않았다.
혁명가치고는 이례적으로 그의 장례식은 고국 그리스에서 국장으로 치러졌다. 이는 그가 젊은 시절 트로츠키주의자였던 파판드레우와의 1930년대부터의 개인적인 우정으로 설명된다. 파블로의 좌우명은 "삶의 의미는 삶 그 자체다"(Νόημα της ζωής είναι η ίδια η ζωή)였다.

## 저술 목록
- 미셸 라프티스, Revolution and Counter Revolution in Chile: A Dossier on Workers' Participation in the Revolutionary Process (런던: 앨리슨 앤 버스비, 1974).
- 미셸 라프티스, Socialism, Democracy & Self-Management: Political Essays (런던: 앨리슨 앤 버스비, 1980).
- 미셸 라프티스, Étude pour une politique agraire en Algerie.

## 같이 보기
- 디미트리스 기오토풀로스

## 내용주
1. ↑  다른 그리스 트로츠키주의 그룹인 KDEE도 대회에 참여했다.

## 더 읽어보기
- 피에르 프랑크, The Fourth International: The Long March of the Trotskyists.
- 프랑수아 모로, Combats et debats de la Quatrieme Internationale.
- 클라우스 레게비, Koffertrager. Das Algerienprojekt der Deutsche Linken in Adenauer Deutschland.
- 레나 호프, Resistance in Exile. A study of the political correspondence between 니콜라스 칼라스 and Michel Raptis 1967-72,
- 로버트 J. 알렉산더, International Trotskyism, 1929–1985: A Documented Analysis of the Movement.